# Hopkinton (Massachusetts)
Pour les articles homonymes, voir Hopkinton.
Hopkinton est une localité située dans de Comté de Middlesex dans l'État du Massachusetts, à 50 km au sud-ouest de Boston.
La population était de 14 307 habitants en 2007.
La ville est connue comme point de départ du marathon de Boston, et en tant que siège de la société EMC Corporation.